# 오페라 (2014년 영화)
《오페라》(Soap Opera)는 이탈리아에서 제작된 알레산드로 제노베시 감독의 2014년 코미디 영화이다. 파비오 드 루이지 등이 주연으로 출연하였다. 2014년 로마 영화제에서 개봉되었다.

## 출연

### 주연
- 파비오 드 루이지
- 크리스티아나 카포톤디
- 리키 멤피스
- 키아라 프란치니

### 조연
- 프란체스코 빌라
- 엘리사 세드나위
- 디에고 아바탄투오노